# Мартоне
Мартоне (італ. Martone, сиц. Martuni) — муніципалітет в Італії, у регіоні Калабрія, метрополійне місто Реджо-Калабрія‎.
Мартоне розташоване на відстані близько 510 км на південний схід від Рима, 70 км на південний захід від Катандзаро, 65 км на північний схід від Реджо-Калабрії.
Населення — 551 особа (2014).
Щорічний фестиваль відбувається 23 квітня. Покровитель — святий Юрій.

## Демографія
Населення за роками:

Станом на 1 січня 2023 року в муніципалітеті офіційно проживало 14 іноземців з 6 країн, серед них 2 громадяни країн Євросоюзу та 1 громадянин України.

## Сусідні муніципалітети
- Фабриція
- Джоїоза-Йоніка
- Гроттерія
- Нардодіпаче
- Роччелла-Йоніка
- Сан-Джованні-ді-Джераче